# Panzer Campaigns
Panzer Campaigns est une série de jeux vidéo de type wargame développés par John Tiller et Greg Smith et publiés par HPS Simulations à partir de 1999. La série inclut une vingtaine de titres qui s’appuient sur le même moteur de jeu, qui se déroulent au tour par tour sur des cartes divisées en cases hexagonales et qui retracent des batailles de la Seconde Guerre mondiale. La série est développée par John Tiller, le créateur de la série Battleground, publiée par TalonSoft dans les années 1990. Après le rachat de TalonSoft par Take-Two Interactive, puis la fermeture du studio, John Tiller rejoint HPS Simulations après avoir contacté Scott Hamilton, et collabore avec Greg Smith pour concevoir une nouvelle série de wargames. Cette dernière débute avec la sortie de Smolensk '41 (1999) qui simule la bataille de Smolensk de 1941, puis de Normandy '44 (2000) qui retrace la bataille de Normandie. Le premier est élu « meilleurs wargame de l’année » par le magazine Computer Games Strategy Plus en 1999, et le second est nommé dans la même catégorie l’année suivante,. Le troisième volet de la série, Kharkov '42 (2000), retrace la contre-offensive soviétique de la seconde bataille de Kharkov et est également bien accueilli par la presse spécialisée, le journaliste Bruce Geryk du magazine Computer Gaming World le jugeant aussi bon que ses prédécesseurs et lui attribuant une note de quatre sur cinq. La série continue ensuite de se développer avec notamment Bulge '44 (2001), qui retrace la bataille des Ardennes, ou Korsun '44 (2002), qui simule plusieurs offensive soviétique sur le front de l’Est, mais ces derniers ne rencontre pas le même succès critiques que leurs prédécesseurs,.

## Liste des jeux
- 1999 : Smolensk '41
- 2000 : Normandy '44
- 2000 : Kharkov '42
- 2001 : Bulge '44
- 2002 : Korsun '44